# Metrofan III (patriarcha Konstantynopola)
Metrofan III, gr. Μητροφάνης Γ΄ (ur. 1520, zm. 9 sierpnia 1580) – ekumeniczny patriarcha Konstantynopola w latach 1565–1572 i 1579–1580.

## Życiorys
W 1546 r. został mianowany metropolitą Cezarei. Patriarchą po raz pierwszy w styczniu lub lutym 1565 r. wsparty przez Michała Kantakuzena. Panował przez siedem lat, starając się poprawić finanse Patriarchatu poprzez podróż do Mołdawii. Był otwarty i dobrze nastawiony do Zachodu, zarówno do katolików i protestantów. Został obalony w dniu 4 maja 1572 r., kiedy Michał Kantakuzen przeniósł swoje oparcie na Jeremiasza II. Po zamordowaniu wezyra Mehmeda Paszy i obaleniu Jeremiasza II powrócił na tron patriarszy w dniu 25 listopada 1579. Zmarł kilka miesięcy później, w dniu 9 sierpnia 1580 r.